# Bradysia spinostyla
Bradysia spinostyla är en tvåvingeart som beskrevs av Werner Mohrig och Menzel 1990. Bradysia spinostyla ingår i släktet Bradysia och familjen sorgmyggor. Arten är reproducerande i Sverige. Inga underarter finns listade i Catalogue of Life.